# Diomede din Tracia
În mitologia greacă, Diomede (în greacă: Διομήδης, Diomedes), a fost un rege mitic al Bistonilor din Tracia, vestit pentru cruzimea sa.

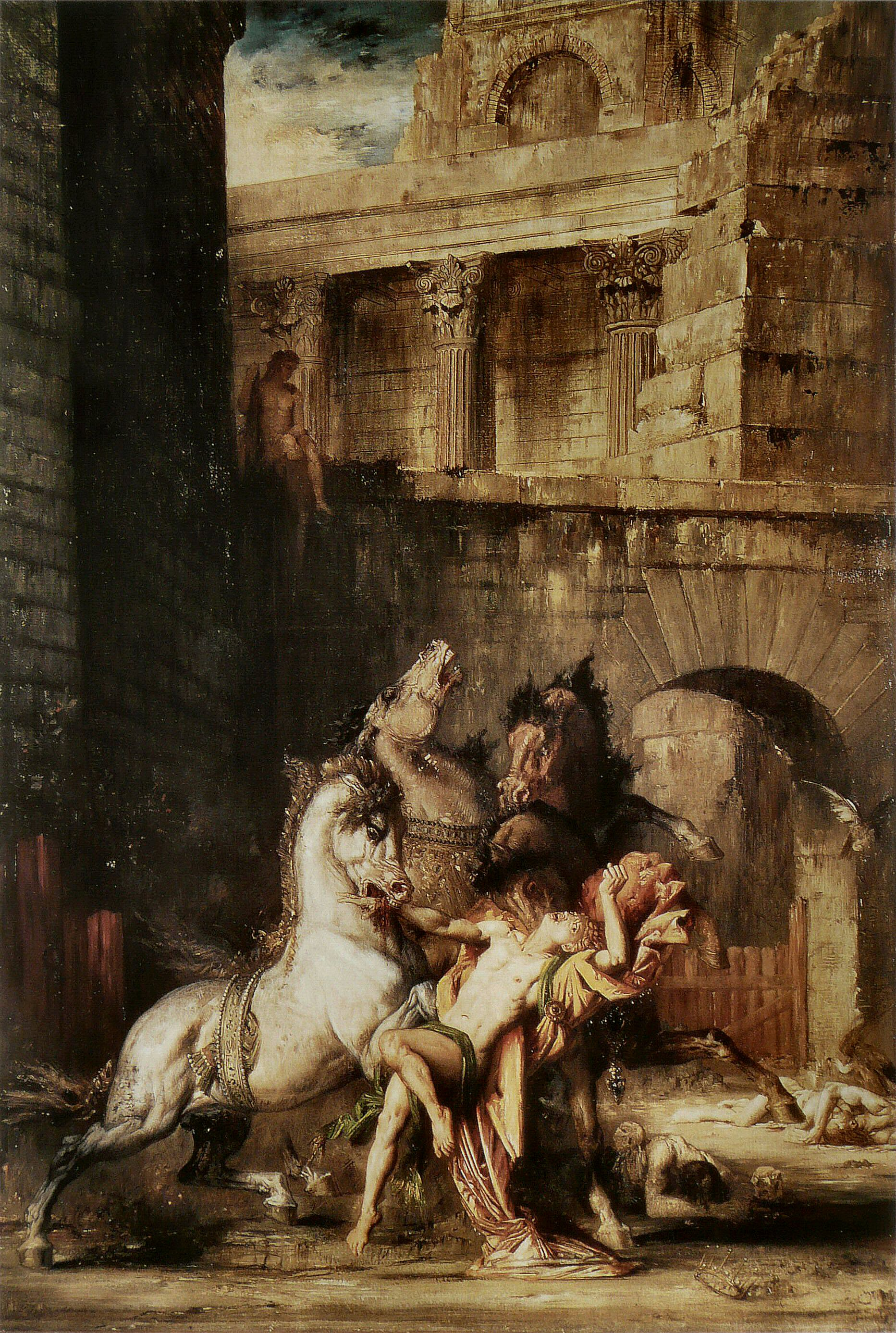
Gustave Moreau, „Diomede devorat de iepele sale” (1865)

După cei mai mulți autori (Pseudo-Apollodor, Diodorus Siculus, ș.a.), el era fiul lui Ares și al Cyrenei. După alții (Hyginus), el s-a născut din unirea titanidului Atlas cu propria lui fiică, Asteria.
Legenda spune că Diomede își hrănea caii cu carne de om. În ciclul Muncilor lui Heracle, Euristeu i-a cerut eroului să-i aducă iepele antropofage ale regelui Diomede (Munca a opta). Ajutat de Abderos și de alți tovarăși ai săi, Heracle a reușit să captureze cele patru iepe. După ce i-a înfrânt în luptă pe Bistoni, l-a luat prizonier pe Diomede și l-a dat pradă propriilor lui iepe. Acestea și-au devorat stăpânul și apoi s-au lăsat îmblânzite. Astfel, Heracle le-a predat lui Euristeu, dar acesta, înspăimântat, le-a lăsat libere pe muntele Olimp (sau, după alte variante, în Argolida), unde au fost sfâșiate de fiarele sălbatice. Se spune că Bucefal, armăsarul lui Alexandru Macedon, se trăgea din aceste iepe și de aceea era de neîmblânzit.
Un detaliu al acestui mit se referă la unul din tovarășii lui Heracle, Abderos. Acestuia i-a fost încredințată paza iepelor lui Diomede, câtă vreme Heracle lupta cu Bistonii. Abderos nu a reușit, însă, să le stăpânească și a fost sfâșiat de ele. În cinstea prietenului (amantului?) său, pe locul său de mormânt, Heracle a întemeiat cetatea Abdera din Tracia. În memoria eroului eponim al cetății, locuitorii acesteia organizau întreceri sportive care includeau diverse forme de lupte, dar excludeau cursele de care trase de cai. După alte versiuni, Abderos ar fi fost în slujba lui Diomede, împreună cu care a fost ucis de Heracle. În fine, alte izvoare susțin că cetatea Abdera își trage numele de la sora regelui Diomede din Tracia.
Episodul „Iepelor lui Diomede” a inspirat, de-a lungul secolelor, mai multe lucrări de artă, între care și două tablouri ale pictorului francez Gustave Moreau (1865 și 1870).